# 丸子船

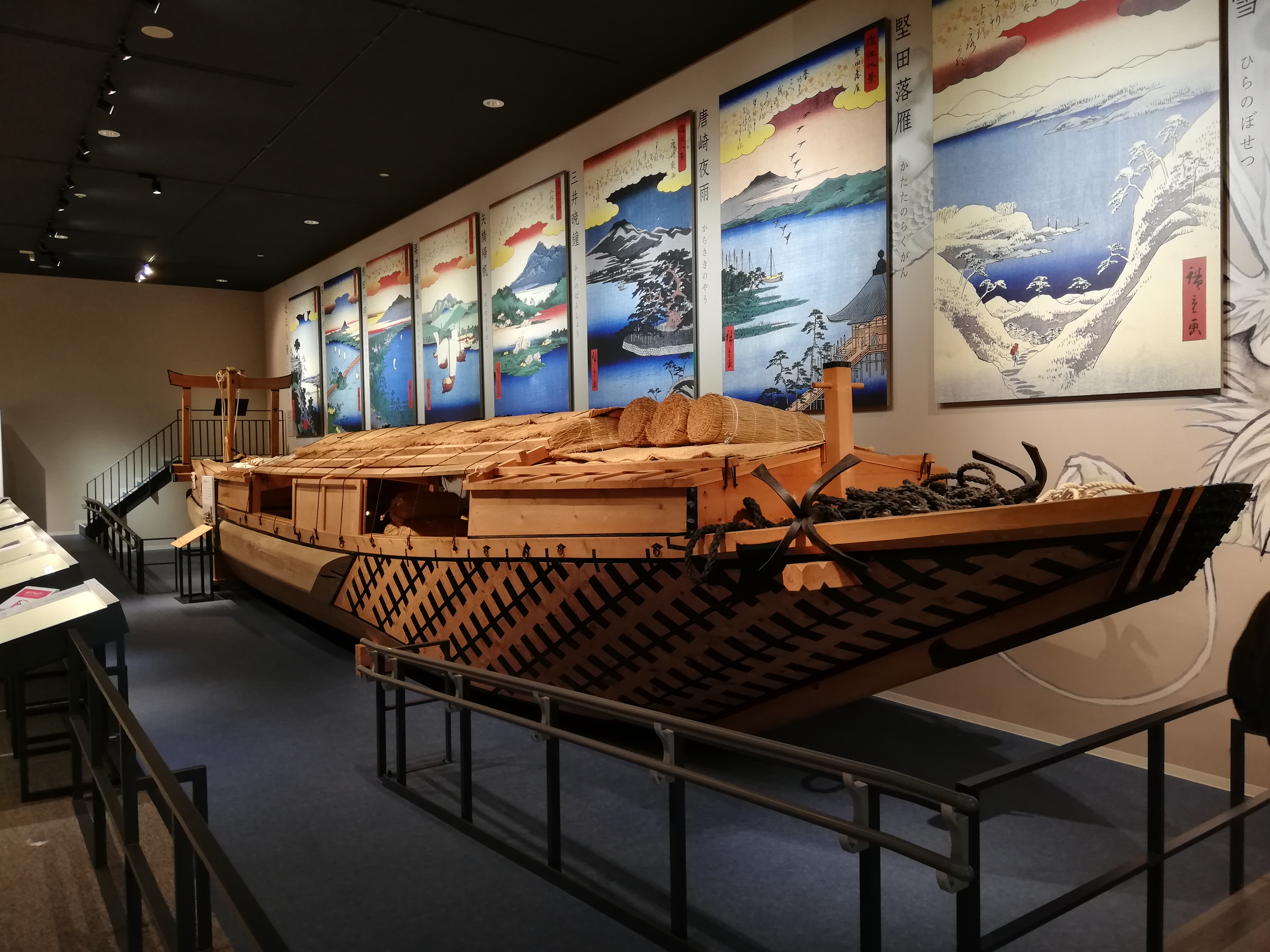
昭和初期の百石積丸子船の復元船。展示スペースの関係で帆柱は外されている。

丸子船（まるこぶね）とは、かつて琵琶湖の水運を担った和船。

## 解説
琵琶湖の環境や用途に合わせて独自の発達を遂げた帆走の木造船で、同時代の輸送船を代表する沿岸海洋用の弁才船と比べると船幅は狭く喫水は極めて浅い。また、船体脇にオモギと呼ばれる丸太を半割りにしたような部材を用いる独特な構造や、ヘイタと呼ばれる短冊状に成形した板を桶のように曲面状に剥ぎ合わせた船首構造と、船首にダテカスガイと呼ばれる短冊状の銅板を貼り付ける装飾をもつことなどが特徴である。
湖上水運が最盛期を迎えた江戸時代前期から中期には琵琶湖全体で1300隻以上が浮かび、大きいもので500石積みがあった記録が残されているが、150石から180石積みが標準的な大きさであった。
近世の史料を確認した杉江進によると、江戸時代には丸船と呼ばれることが多く、彦根藩領の丸船のみが丸子船と称されていたが、大正時代に近世の地誌『近江輿地志略』が復刻出版されて地域資料の基礎となったことから、これに記される丸子船の呼称が定着したとしている。そのほかに丸木船（まるきぶね/まるこぶね）・丸太船（まるたぶね）の名称もある。また、太平洋戦争前には規模により小丸子・中丸子・大丸子と区別する呼び名もあった。名称の由来について橋本鉄男はいわゆる丸木舟との関連性を指摘し、牧野久美と杉江は丸みを帯びた船の形状に由来すると推測し、用田政晴は船大工が「まるこう」と呼んでいた事から丸船に愛称の「公」を付けて「丸公船」と呼んでいたのが丸子船に転訛した可能性を指摘している。

## 概要

元禄年間の琵琶湖の主要な港
港の後ろの数字は50石以上の丸子船の隻数。

古来より琵琶湖の水運は盛んで、平安京に遷都されると重要性は増し、畿内と地方を繋ぐ物流の動脈となった。豊臣秀吉は湖上水運の機能を強化するため大津百艘船を創設し、特権を与えて湖上水運の近世的秩序を作る。以来、近世を通して琵琶湖の貨物と旅客を独占した廻船が丸子船である。
丸子船が出現した時期について明かにできる史料はないが、琵琶湖における最古の隻数調査とされる『江州諸浦れう舟ひらた船之帳』（慶長6年・1601年）に「丸舟」と記されたのが最も古い。江戸時代の琵琶湖の物流を担った主要な港は、彦根藩船奉行の保護下にあって濃尾平野を後背地とする松原・長浜・米原の彦根三湊、日本海海運を通して東北地方から北陸地方を後背地とする塩津・大浦・海津・今津の湖北4ヵ浦、京都への玄関口で廻船を取り締まる権限を持つ大津・堅田・八幡の3湊の3つに分けられる。主な水運は湖北・湖東と、京都の入口である大津を繋ぐ南北航路で、荷は上りは米を中心に昆布・干イカなどの海産物や加賀笠・美濃和紙・紅花などの特産品、下りは漆器・反物・筆などであった。
寛文年間に西廻り航路が開発され、大阪まで船のみで輸送できるようになると、陸揚げが必要だった湖上水運は幹線物流の座を明け渡して衰退していく。明治時代にいたって長浜・大津間に鉄道が敷設されると、地方と畿内を繋ぐ湖上水運は終焉を迎えた。
しかし、琵琶湖周辺の地域輸送は昭和40年ごろまでは存続していた。丸子船も細々と造船もされ昭和初期まで数百隻が琵琶湖に浮び、なかには速力を増すために焼玉エンジンを積むものもあった。この頃の積荷は米・木材・柴・薪割り・炭・石・砂利・粘土・堆肥・塩などである。しかし、こうした用途も徐々にFRPや鉄鋼などを素材とした船に取って代わられ、丸子船は姿を消した。1999年に行われた調査では、水面に浮かぶもの1隻、陸揚げされているもの2隻、港で半分水に沈むもの1隻、水中で保管されているもの2隻から3隻と報告されている。
1990年代に滋賀県立琵琶湖博物館の事業により、船大工松井三四郎がおそらく最後となる丸子船の復元船を約半世紀ぶりに建造した。復元船は全長約17m・幅約2.5mの百石積に相当する丸子船である。2022年現在で公開展示される丸子船は、琵琶湖博物館の復元船の他に、長浜市の丸木船の館の神與丸と道の駅塩津海道あぢかまの里の勢湖丸の2隻がある。

## 構造

### 構造の特徴

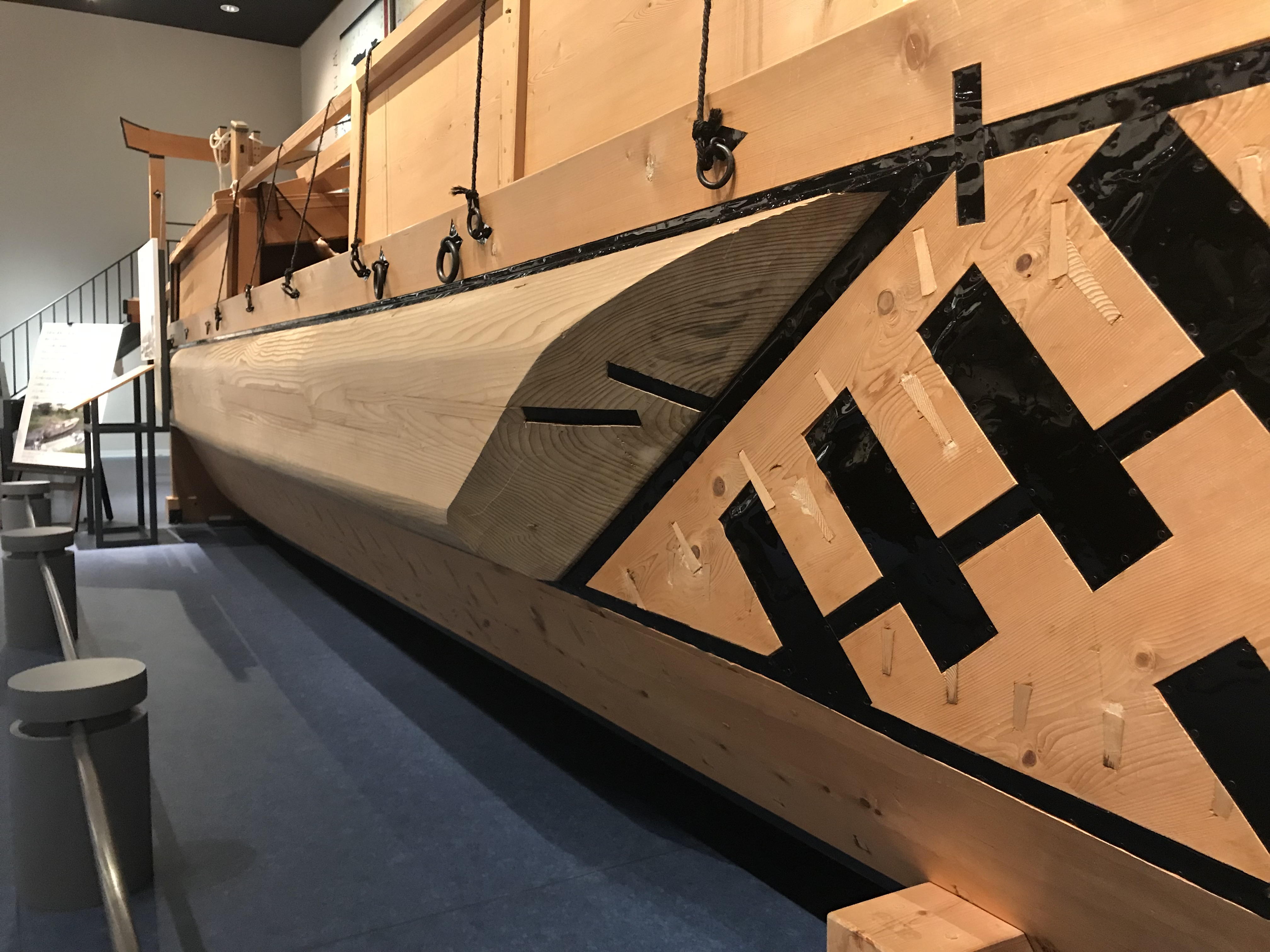
丸太状のオモギ。オモギの下はフリカケ、上はタナでタナの上に束が立ち、間に嵌め込まれるのがサシ板。

琵琶湖の伝統的木造船は船体の断面形状により、丸船と艜舟（ヒラタブネ）の2種に大別されていた。艜舟は船体断面が矩形になる船で漁船・田舟として使用された。一方で丸船は船体の断面が丸みを帯びる船で、いわゆる丸子船である。丸子船は、他の弁才船などと比べると極めて喫水が浅く、琵琶湖の遠浅の湖底と真水の比重の軽さに適応して発達したと考えられる。また、丸子船も北湖（長浜流）と南湖（堅田流）で形状が若干異なり、長浜流の方が船体が細長く喫水が深かった。
丸子船の最大の特徴といえるオモギについて、その機能は明らかになっていない。丸子船に積荷を満載すると、オモギはほぼ全てが水面下に沈むため抵抗になるが、船頭には「オモギが大きくフリカケが小さい船が安定して良い船」と言い伝えられており、船の安定性に関係する働きがあると考えられている。牧野は双胴船は丸木舟よりも安定性に優れるとした上で、それと同様に浅い喫水で積載量を増やしつつ安定性を向上させるアウトリガーと同様の働きがあったとし、近森正は幅広な船体には過剰な復元力が働くとした上で、復元力に対する抵抗となって船体のローリングを抑えるビルジキールと同じ役割を果たしたとしている。また用田は、松井の証言から安定度に加えて浮力を稼ぐ役割もあったとしている。
もうひとつの特徴となっているヘイタ構造について河野通明は、織田信長による大船建造をきっかけとして幅の広い船を建造する目的で考案された構造と推測し、当初はヘイタを鎹で留めていた名残がダテカスガイであるとしている。

### 発達に関する推測

和船の断面構造の発達と丸子船の断面構造の比較
上段は田口による断面構造の発達モデルより抜粋。牧野は丸子船の構造は他の和船と異なるとする。

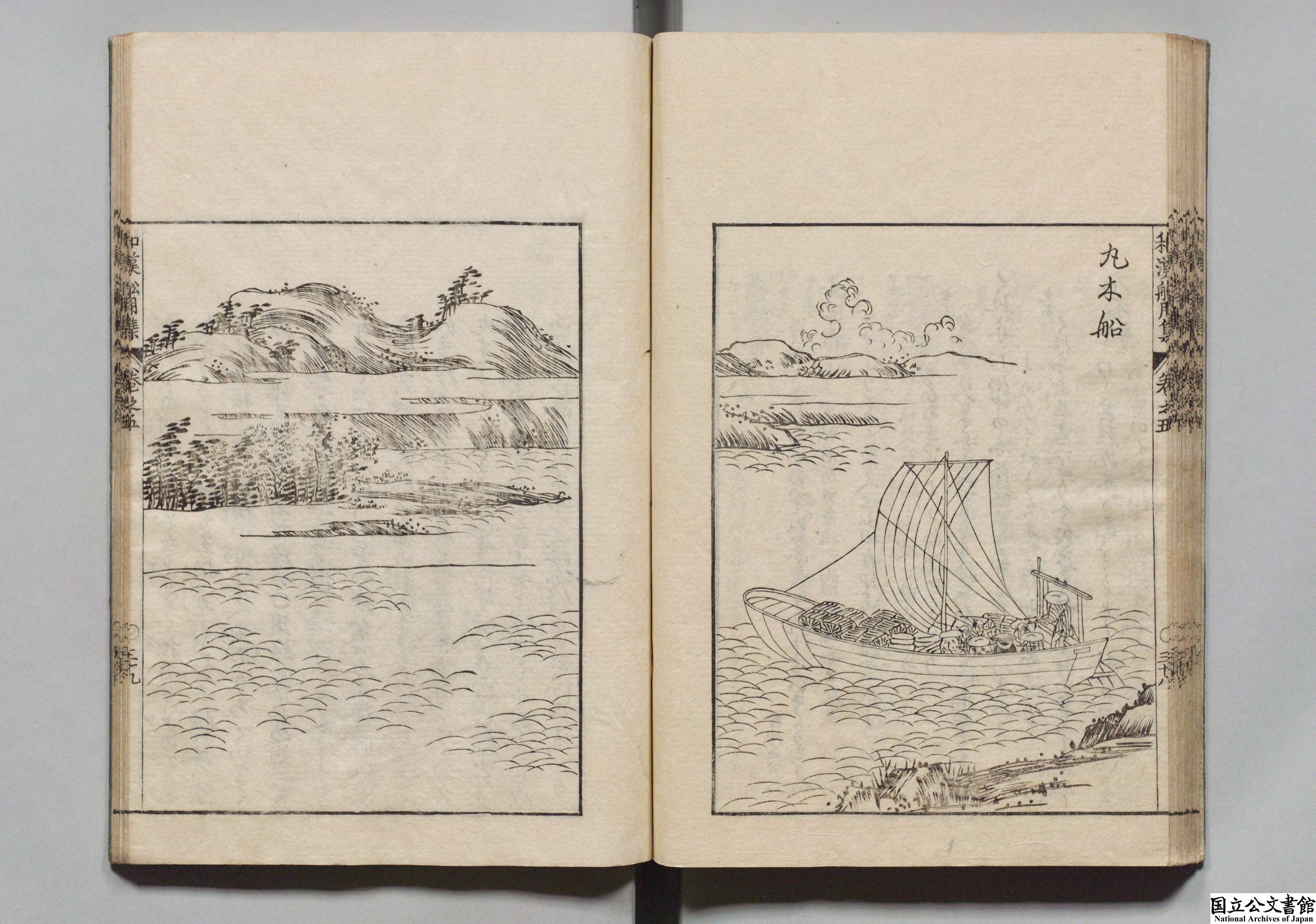
『和漢船用集』の丸子船
丸子船（丸木船）の特徴を「水押しも立板を丸くはぎ」と記しており、絵にシンは描かれていない。牧野は当初の舳先はたらい舟のような構造であったと推測している。

出口晶子は、和船が丸木舟（刳舟）から準構造船を経て構造船へと発達する過程には、縦軸に発達（喫水を深く）するタナ発達型と横軸に発達（船幅を広く）するシキ発達型の方向性があり、縦横の発達が組み合わさって刳舟材が消滅する構造船へ至ったとし、丸子船を船底の部材（シキ）を増やすシキ発達型準構造船に分類した。しかし、他のシキ発達型準構造船は、刳船材を船底と舷側を繋ぐ部分（丸子船のフリカケに相当）に使用するが、丸子船は舷側部分（オモギ）に刳船材を使用する点が異なり、シキの発達も極めて大きい。この特徴を踏まえて牧野は、筏的要素をもって浅く幅広な方向に発達し、波への対処を考慮してサシ板による縦方向への発達が付加され、それに双胴船的な要素をもつオモギにより安定性を確保したのが丸子船と推測している。
古い絵図を調査した牧野は、舳先のヘイタ構造について当初はシンを持たずタテイタのみで丸く接ぎ上げていたが、18世紀中頃にシンを持つ丸子船が現れ、19世紀後半にはシン持ちの丸子船のみに変化していったとしている。こうした舳先の変化は、安定性を犠牲にしつつ造波抵抗の低減により速力の強化を目的としたもので、琵琶湖水運の衰退への危機感を背景として弁才船の構造を取り入れて改良されたと推測している。

### 復元船の構造
本節は琵琶湖博物館の復元船の構造について記すが、この事業は昭和初期の堅田流の丸子船を復元することを目的としている。
用材は主に水に強いコウヤマキが用いられるほか、スギ・ヒノキ・ケヤキ・カヤなども併用される。
船体は主に、船底のシキ・胴体側面を垂直に立ち上がるオモギ（重木）・シキとオモギを斜めに繋ぐフリカケ（振掛）・オモギの上に載るタナ（棚）の4部材と、船首部分のヘイタ（舳板）があるが、オモギ以外は厚板である。厚板は接ぎ合わせると船体が曲線になるようあらかじめ紡錘状に木取してあり、接合には縫い釘を用いる。接ぎ合わせ面には、和船に一般的な木殺しを行わないのも丸子船の特徴で、替わりに組み上げた後に接合部にマキナワを詰め込み水密を確保する。
オモギはスギの赤身のみを用い、いったん角材にしたものを角を丸めて半円状に仕上げる。船首に用いるヘイタはコウヤマキの厚板で、丸子船の表情を決める重要な部位である。まず、船首中央にヒノキのシンを立てて、ヘイタを樽状に接いでいく。オモギとヘイタの上端には、タナと梁が載る。梁は船体の横方向の強度を高める部材だが、舵や帆柱を支えたり縄をくくったりする役割も担っており、その用途によって名称が異なる。帆柱を支える梁はイクラと呼ばれ、イクラと平行して船底に設けたイクラ元オサエ、その2材を繋ぐツカで補強し帆柱を固定する。タナは船体の上端を縁取る縦通し材で、これを取り付けることにより船体の平面形状が固定される。
材の継ぎ目や木口にはアカイタ（銅板）を貼るが、その理由は緑青が木部の腐食を防ぐと言い伝えられている。また、銅板自体の腐食対策として油で溶いた墨を塗った。こうした実用目的とは別に、ダテカスガイ（伊達鎹）と呼ばれる銅板を意匠として貼る。ダテカスガイの付け方で船の印象が変わるため、左右対称に美しくみえるよう慎重に位置を決めて貼られる。
船尾のトビノオと呼ばれる部材が後方に伸び、舵を受ける梁（カジドコ）と、舵を吊り下げるカサギが付く。カサギが大きいことも丸子船の特徴で、停泊時には倒した帆柱を置いておく場所としても使用された。
帆は江戸時代末期からは木綿の平織りを用いたが、港内での取り回しのため櫓も1組付いている。また、堅田大津間などの近距離であれば帆走ではなく複数の櫓を用いて掻いて漕走することもった。

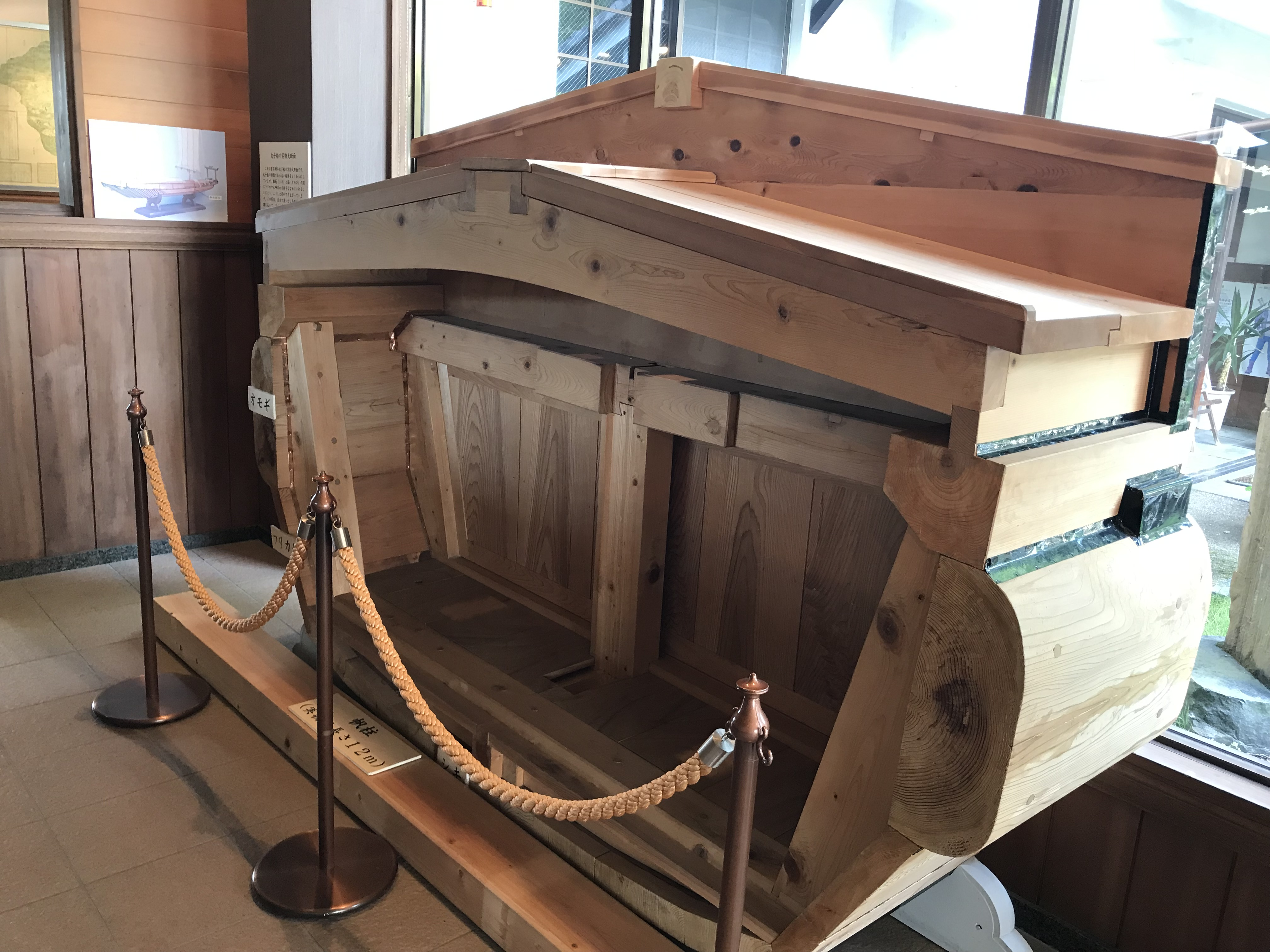
丸子船の断面模型
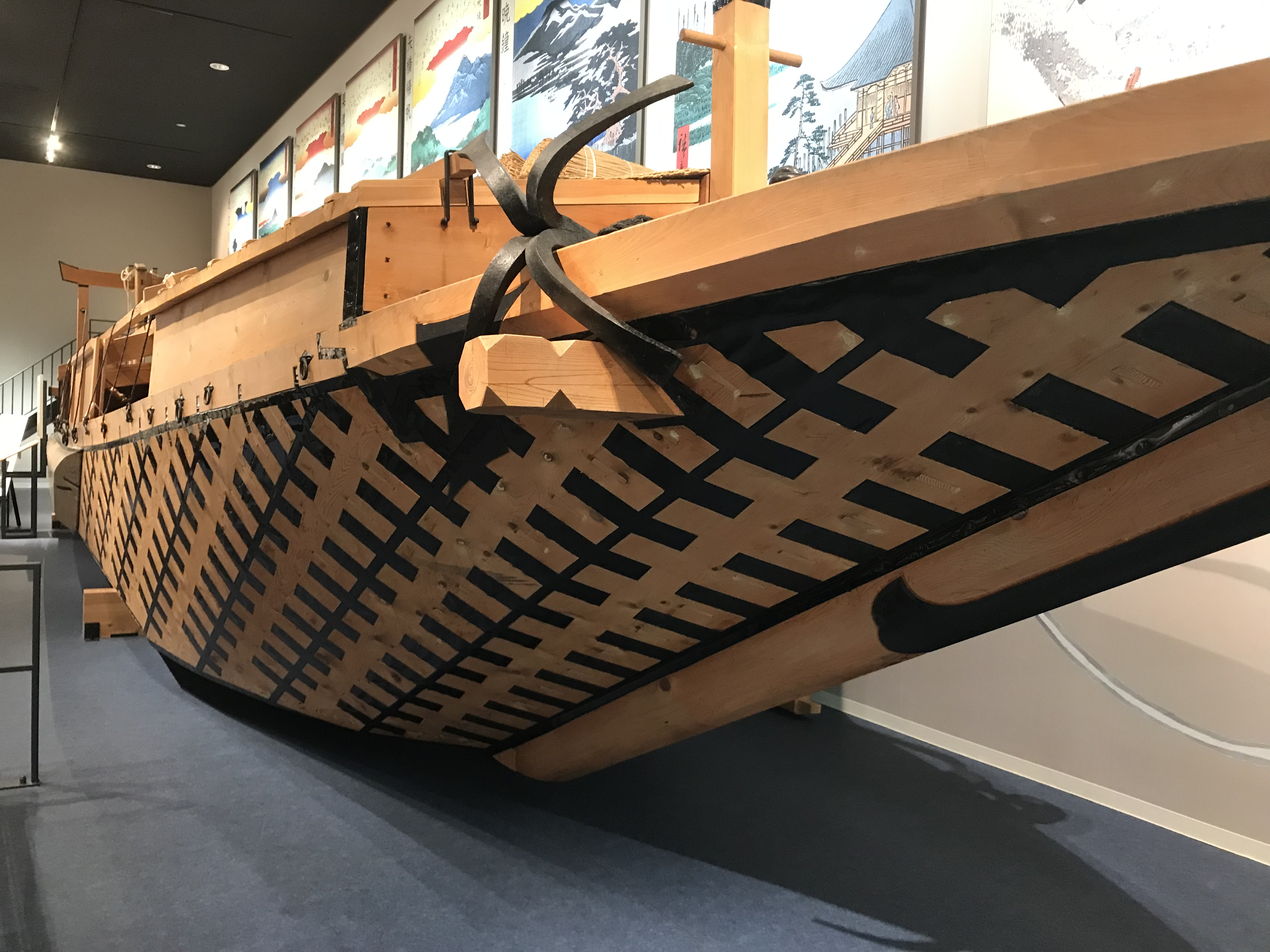
丸子船の船首のヘイタ構造とダテカスガイ。船首の先端がシン
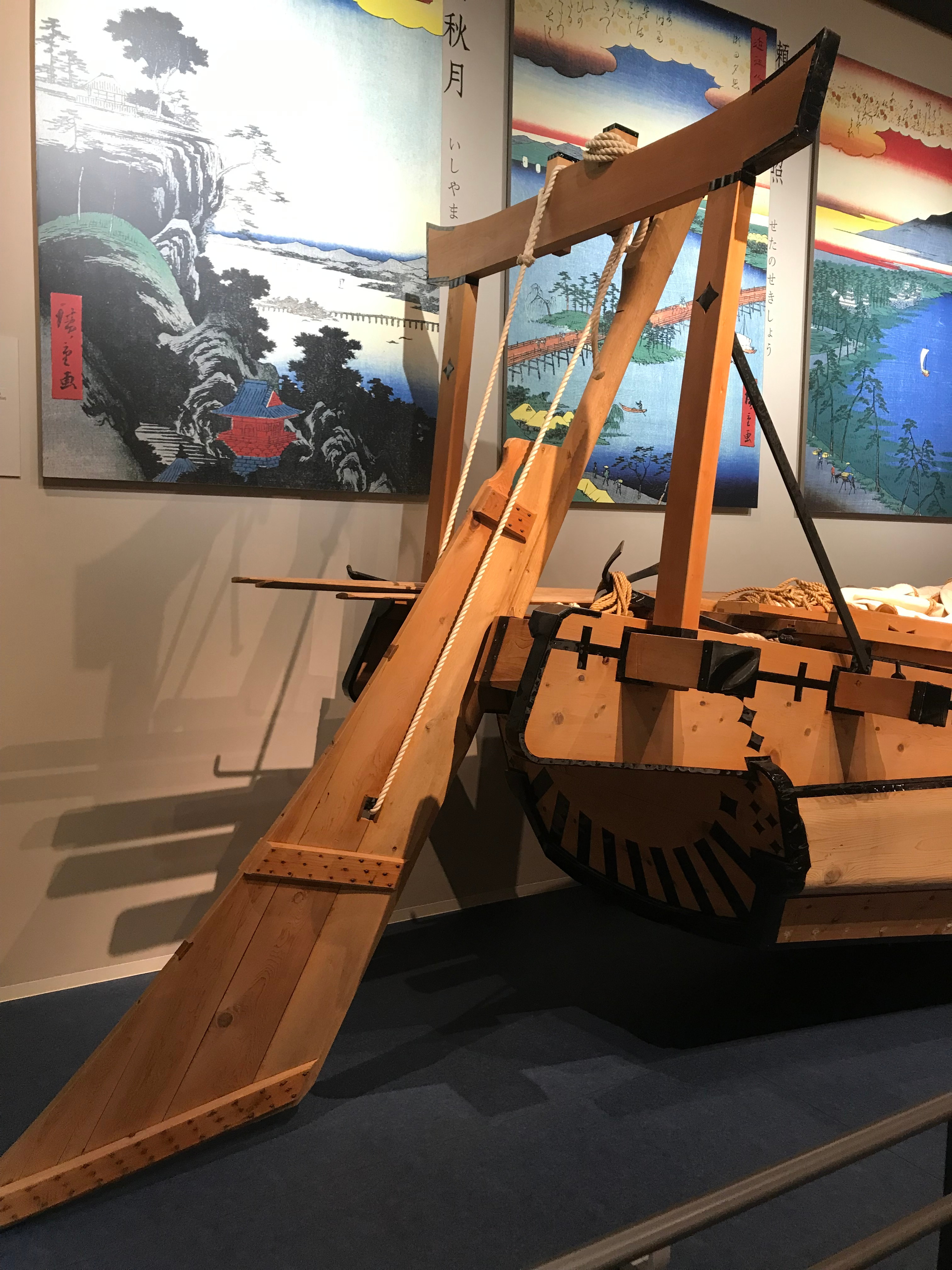
丸子船の船尾。カサギが舵を吊り下げる。
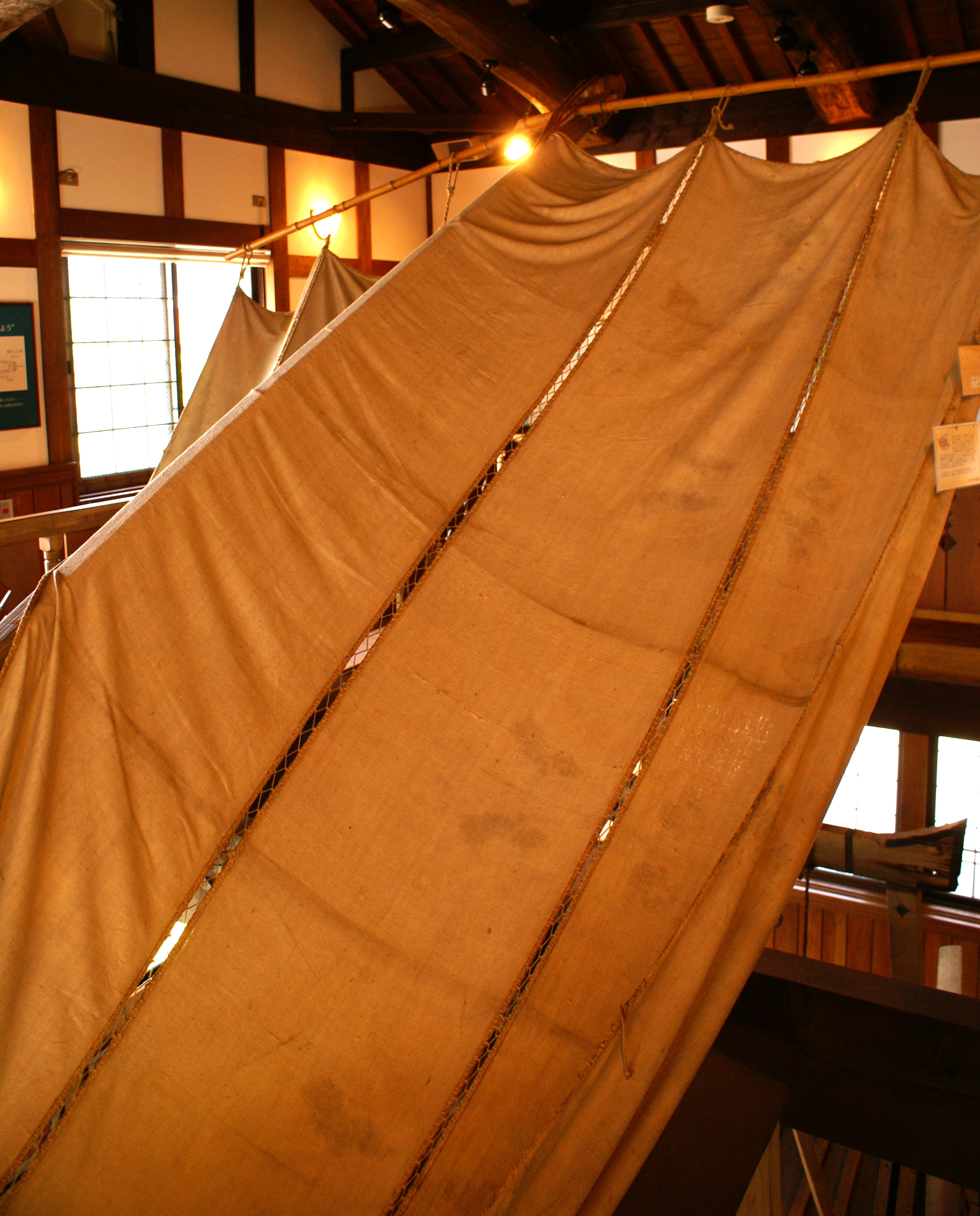
丸子船の帆